# Neominthopsis discalis
Neominthopsis discalis là một loài ruồi trong họ Tachinidae.